# Gnaphalopoda spinicollis
Gnaphalopoda spinicollis är en skalbaggsart som beskrevs av Blackburn 1892. Gnaphalopoda spinicollis ingår i släktet Gnaphalopoda och familjen Melolonthidae. Inga underarter finns listade i Catalogue of Life.